# Nusa bengalensis
Nusa bengalensis är en tvåvingeart som beskrevs av Joseph och Parui 1987. Nusa bengalensis ingår i släktet Nusa och familjen rovflugor. Inga underarter finns listade i Catalogue of Life.